# アルー・ディアッラ
アルー・ディアッラ（Alou Diarra, 1981年7月15日 - ）は、フランス・ヴィルパント出身の元サッカー選手、現サッカー指導者。現役時代のポジションはミッドフィールダー。

## 経歴
マリ共和国にルーツを持つ。ルーアン・キュイゾーを経てバイエルン・ミュンヘンの下部組織へ入団、その後リヴァプールFC保有の下、2002-03シーズンはル・アーヴルAC、2003-04シーズンはSCバスティアと、フランスの2チームに移籍。レンタルで2シーズンを過ごした後、RCランスが完全移籍で獲得。ランスではレギュラーとして活躍し、代表にも招集されるようになった。
2006年、レアル・マドリードに移籍したマハマドゥ・ディアラの穴を埋めるためにオリンピック・リヨンに移籍。しかしレギュラーを獲得できず、1年後の2007年にFCジロンダン・ボルドーに移籍。2007-08シーズンではチームをリーグ2位に躍進させる中心選手として活躍。2008-09シーズンは10シーズンぶりの優勝の原動力となった。2009-10シーズンからは、トゥールーズFCからセドリック・カラッソが加入したため前年までの正GKユルリク・ラメが控えに回り、代わってキャプテンを務めた。
2011年7月4日、オリンピック・マルセイユへ3年契約で移籍した。移籍金は約500万ユーロ（約5億9000万円）。
2012年8月10日、ウェストハム・ユナイテッドFCに移籍。8季ぶりのプレミア復帰となった。しかしながら、同年9月にした負傷の影響で出場機会は限られ、2013年1月31日にスタッド・レンヌへとレンタル移籍することが発表された。
2016年9月1日、ASナンシーに移籍。シーズン終了後に退団した。
2018年、ランスのU-19チームのアシスタントコーチに就任した。その後、リザーブチームのアシスタントコーチとなり、2020年にはフランク・エズ率いるトップチームのアシスタントコーチに就任した。2022年にランスを離れ、トロワのU-19チームの監督に就任した。
2025年6月26日、クイーンズ・パーク・レンジャーズFCでジュリアン・ステファンのアシスタントコーチに任命された。

## 所属クラブ
- CSルーアン・キュイゾー 1999-2000
- バイエルン・ミュンヘン 2000-2002
- リヴァプールFC 2002-2004

→  ル・アーヴルAC (loan) 2002-2003
→  SCバスティア (loan) 2003-2004
→  RCランス (loan) 2004-2005
- RCランス 2004-2006
- オリンピック・リヨン 2006-2007
- FCジロンダン・ボルドー 2007-2011
- オリンピック・マルセイユ 2011-2012
- ウェストハム・ユナイテッドFC 2012-2014

→  スタッド・レンヌ (loan) 2013
- チャールトン・アスレティックFC 2015-2016
- ASナンシー 2016-2017

## 代表歴

### 出場大会
- フランス代表
  - 2006 FIFAワールドカップ
  - 2010 FIFAワールドカップ

### 試合数
- 国際Aマッチ 44試合 0得点（2004年-2012年）[8]

| フランス代表 | 国際Aマッチ | 国際Aマッチ |
| 年           | 出場        | 得点        |
| ------------ | ----------- | ----------- |
| 2004         | 2           | 0           |
| 2005         | 5           | 0           |
| 2006         | 5           | 0           |
| 2007         | 0           | 0           |
| 2008         | 6           | 0           |
| 2009         | 6           | 0           |
| 2010         | 6           | 0           |
| 2011         | 7           | 0           |
| 2012         | 7           | 0           |
| 通算         | 44          | 0           |

## 指導歴
- 2018年 - 2022年  RCランス
  - 2018年 - 2020年 U-19アシスタントコーチ
  - 2020年 - 2022年 アシスタントコーチ
- 2022年 - 2025年  トロワAC U-19監督
- 2025年 -  クイーンズ・パーク・レンジャーズFC アシスタントコーチ

## タイトル

### 選手時代
バイエルン・ミュンヘン
- インターコンチネンタルカップ：1回（2001）

RCランス
- UEFAインタートトカップ：1回（2005）

オリンピック・リヨン
- リーグ・アン：1回（2006-07）

FCジロンダン・ボルドー
- リーグ・アン：1回（2008-09）
- クープ・ドゥ・ラ・リーグ：1回（2009）
- トロフェ・デ・シャンピオン：2回（2008、2009）

オリンピック・マルセイユ
- クープ・ドゥ・ラ・リーグ：1回（2011-12）
- トロフェ・デ・シャンピオン：1回（2011）